# Circuit Het Nieuwsblad 2015
La 70e édition de Circuit Het Nieuwsblad a eu lieu le 28 février 2015. La course fait partie du calendrier UCI Europe Tour 2015 en catégorie 1.HC.
L'épreuve a été remportée par le Britannique Ian Stannard (Sky) lors d'un sprint à deux devant le Néerlandais Niki Terpstra (Etixx-Quick Step) tandis que le coéquipier de ce dernier, le Belge Tom Boonen termine troisième.

## Présentation

### Équipes
Classé en catégorie 1.HC de l'UCI Europe Tour, le Circuit Het Nieuwsblad est par conséquent ouvert aux WorldTeams dans la limite de 70 % des équipes participantes, aux équipes continentales professionnelles, aux équipes continentales belges et à une équipe nationale belge.
Vingt-trois équipes participent à ce Circuit Het Nieuwsblad - dix WorldTeams et treize équipes continentales professionnelles :
| WorldTeams (10)- AG2R La Mondiale - BMC Racing Team - Etixx-Quick Step - FDJ - Giant-Alpecin - IAM Cycling - Katusha - Lotto NL-Jumbo - Lotto-Soudal - Sky Équipes continentales professionnelles (13)- Androni Giocattoli - Bora-Argon 18 - Bretagne-Séché Environnement - CCC Sprandi Polkowice - Cofidis, Solutions Crédits - Cult Energy - Europcar - MTN-Qhubeka - Nippo-Vini Fantini - Roompot - Southeast - Topsport Vlaanderen-Baloise - Wanty-Groupe Gobert |
| |

### Règlement de la course

#### Primes
Les vingt prix sont attribués suivant le barème de l'UCI,. Le total général des prix distribués est de 18 800 €.
| Position | 1er     | 2e      | 3e      | 4e    | 5e    | 6e    | 7e    | 8e    | 9e    | 10e à 20e |
| Prix     | 7 515 € | 3 760 € | 1 875 € | 935 € | 745 € | 565 € | 565 € | 375 € | 375 € | 190 €     |

## Classements

### Classement final
La 70e édition du Circuit Het Nieuwsblad a été remportée par le Britannique Ian Stannard (Sky) qui a parcouru les 200 kilomètres en 4 h 58 min 41 s, soit à une vitesse moyenne de 40,176 km/h. Il est suivi dans le même temps par le Néerlandais Niki Terpstra (Etixx-Quick Step) et à huit secondes par le coéquipier de ce dernier, le Belge Tom Boonen. Un troisième membre de la formation Etixx-Quick Step termine dans le quatuor de tête : le Belge Stijn Vandenbergh. Enfin, le Tchèque Zdeněk Štybar, également membre de cette équipe, termine septième.
Un coureur était non-partant, cent-cinq coureurs terminent la course  tandis que soixante-treize ont abandonné.

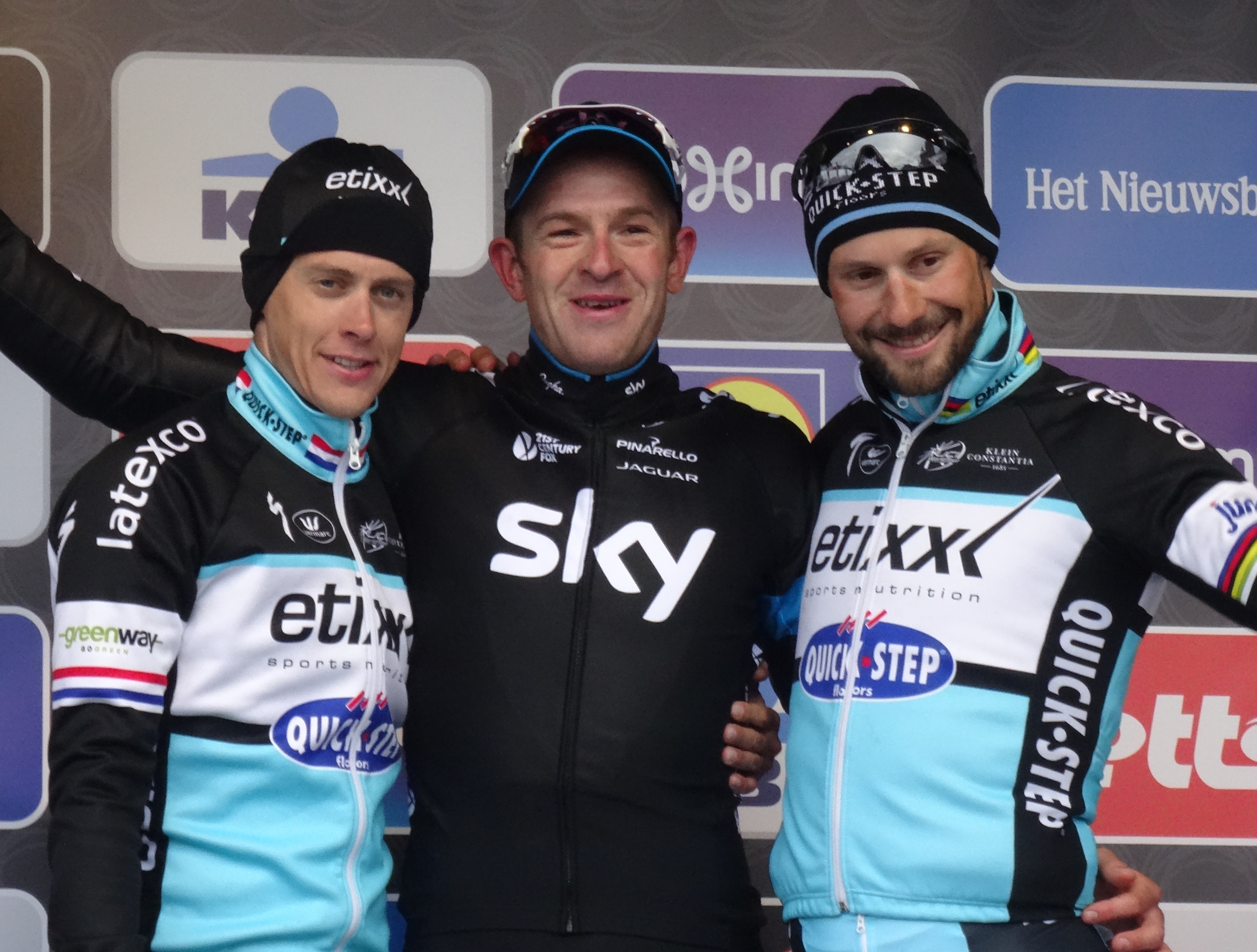
Niki Terpstra (2e), Ian Stannard (1er) et Tom Boonen (3e).

| \| Classement général \| Classement général \| Classement général \| Classement général \| Classement général \| \| Coureur \| Coureur \| Pays \| Équipe \| Temps \| \| ------------------ \| ------------------ \| ------------------ \| --------------------------- \| ------------------ \| \| 1er \| Ian Stannard \| Royaume-Uni \| Team Sky \| 4 h 58 min 42 s \| \| 2e \| Niki Terpstra \| Pays-Bas \| Etixx-Quick Step \| + 0 s \| \| 3e \| Tom Boonen \| Belgique \| Etixx-Quick Step \| + 3 s \| \| 4e \| Stijn Vandenbergh \| Belgique \| Etixx-Quick Step \| + 12 s \| \| 5e \| Sep Vanmarcke \| Belgique \| LottoNL-Jumbo \| + 1 min 24 s \| \| 6e \| Greg Van Avermaet \| Belgique \| BMC Racing Team \| + 1 min 24 s \| \| 7e \| Zdeněk Štybar \| Tchéquie \| Etixx-Quick Step \| + 1 min 29 s \| \| 8e \| Philippe Gilbert \| Belgique \| BMC Racing Team \| + 4 min 35 s \| \| 9e \| Luke Rowe \| Royaume-Uni \| Team Sky \| + 4 min 55 s \| \| 10e \| Arnaud Démare \| France \| FDJ \| + 4 min 55 s \| \| 11e \| Alexander Kristoff \| Norvège \| Katusha \| + 4 min 55 s \| \| 12e \| Jens Debusschere \| Belgique \| Lotto-Soudal \| + 4 min 55 s \| \| 13e \| Wesley Kreder \| Pays-Bas \| Roompot \| + 4 min 55 s \| \| 14e \| Edward Theuns \| Belgique \| Topsport Vlaanderen-Baloise \| + 4 min 55 s \| \| 15e \| Marco Marcato \| Italie \| Wanty-Groupe Gobert \| + 4 min 55 s \| \| 16e \| Jesper Asselman \| Pays-Bas \| Roompot \| + 4 min 55 s \| \| 17e \| Angélo Tulik \| France \| Team Europcar \| + 4 min 55 s \| \| 18e \| Marcus Burghardt \| Allemagne \| BMC Racing Team \| + 4 min 55 s \| \| 19e \| Nikolas Maes \| Belgique \| Etixx-Quick Step \| + 4 min 55 s \| \| 20e \| Pierpaolo De Negri \| Italie \| Nippo-Vini Fantini \| + 4 min 55 s \| |                    |             |                             |                 |
| |                    |             |                             |                 |
| Sources : ProCyclingStats Cycling Archives |                    |             |                             |                 |
| Classement général |                    |             |                             |                 |
| Coureur | Coureur            | Pays        | Équipe                      | Temps           |
| 1er | Ian Stannard       | Royaume-Uni | Team Sky                    | 4 h 58 min 42 s |
| 2e | Niki Terpstra      | Pays-Bas    | Etixx-Quick Step            | + 0 s           |
| 3e | Tom Boonen         | Belgique    | Etixx-Quick Step            | + 3 s           |
| 4e | Stijn Vandenbergh  | Belgique    | Etixx-Quick Step            | + 12 s          |
| 5e | Sep Vanmarcke      | Belgique    | LottoNL-Jumbo               | + 1 min 24 s    |
| 6e | Greg Van Avermaet  | Belgique    | BMC Racing Team             | + 1 min 24 s    |
| 7e | Zdeněk Štybar      | Tchéquie    | Etixx-Quick Step            | + 1 min 29 s    |
| 8e | Philippe Gilbert   | Belgique    | BMC Racing Team             | + 4 min 35 s    |
| 9e | Luke Rowe          | Royaume-Uni | Team Sky                    | + 4 min 55 s    |
| 10e | Arnaud Démare      | France      | FDJ                         | + 4 min 55 s    |
| 11e | Alexander Kristoff | Norvège     | Katusha                     | + 4 min 55 s    |
| 12e | Jens Debusschere   | Belgique    | Lotto-Soudal                | + 4 min 55 s    |
| 13e | Wesley Kreder      | Pays-Bas    | Roompot                     | + 4 min 55 s    |
| 14e | Edward Theuns      | Belgique    | Topsport Vlaanderen-Baloise | + 4 min 55 s    |
| 15e | Marco Marcato      | Italie      | Wanty-Groupe Gobert         | + 4 min 55 s    |
| 16e | Jesper Asselman    | Pays-Bas    | Roompot                     | + 4 min 55 s    |
| 17e | Angélo Tulik       | France      | Team Europcar               | + 4 min 55 s    |
| 18e | Marcus Burghardt   | Allemagne   | BMC Racing Team             | + 4 min 55 s    |
| 19e | Nikolas Maes       | Belgique    | Etixx-Quick Step            | + 4 min 55 s    |
| 20e | Pierpaolo De Negri | Italie      | Nippo-Vini Fantini          | + 4 min 55 s    |

### UCI Europe Tour
Ce Circuit Het Nieuwsblad attribue des points pour l'UCI Europe Tour 2015, par équipes seulement aux coureurs des équipes continentales professionnelles et continentales, individuellement à tous les coureurs sauf ceux faisant partie d'une équipe ayant un label WorldTeam.
| Position,          | 1er | 2e | 3e | 4e | 5e | 6e | 7e | 8e | 9e | 10e | 11e | 12e | 13e | 14e | 15e |
| Classement général | 100 | 70 | 40 | 30 | 25 | 20 | 15 | 10 | 9  | 8   | 7   | 6   | 5   | 4   | 3   |

| Cycliste      | Équipe                      | Points |
| ------------- | --------------------------- | ------ |
| Wesley Kreder | Roompot                     | 5      |
| Edward Theuns | Topsport Vlaanderen-Baloise | 4      |
| Marco Marcato | Wanty-Groupe Gobert         | 3      |

## Liste des participants
- Liste de départ complète

| Légende | Légende                                                                    | Légende | Légende                                                    |
| ------- | -------------------------------------------------------------------------- | ------- | ---------------------------------------------------------- |
| Num     | Dossard de départ porté par le coureur sur ce Circuit Het Nieuwsblad       | Pos     | Position à l'arrivée de la course                          |
|         | Indique un maillot de champion national ou mondial, suivi de sa spécialité | NP      | Indique un coureur qui n'a pas pris le départ de la course |
| AB      | Indique un coureur qui n'a pas terminé la course                           | HD      | Indique un coureur qui a terminé la course hors des délais |

| Sky SKY                            | Sky SKY                  | Sky SKY |
| ---------------------------------- | ------------------------ | ------- |
| Num                                | Coureur                  | Pos     |
| 1                                  | Ian Stannard (GBR)       | 1er     |
| 2                                  | Bernhard Eisel (AUT)     | 71e     |
| 3                                  | Elia Viviani (ITA)       | AB      |
| 4                                  | Christian Knees (GER)    | 65e     |
| 5                                  | Salvatore Puccio (ITA)   | 42e     |
| 6                                  | Luke Rowe (GBR)          | 9e      |
| 7                                  | Christopher Sutton (AUS) | AB      |
| 8                                  | Bradley Wiggins (GBR)    | 44e     |
| Directeur sportif : Servais Knaven |                          |         |

| AG2R La Mondiale ALM              | AG2R La Mondiale ALM     | AG2R La Mondiale ALM |
| --------------------------------- | ------------------------ | -------------------- |
| Num                               | Coureur                  | Pos                  |
| 11                                | Gediminas Bagdonas (LTU) | AB                   |
| 12                                | Damien Gaudin (FRA)      | 46e                  |
| 13                                | Alexis Gougeard (FRA)    | AB                   |
| 14                                | Hugo Houle (CAN)         | 21e                  |
| 15                                | Sébastien Minard (FRA)   | 37e                  |
| 16                                | Lloyd Mondory (FRA)      | AB                   |
| 17                                | Sébastien Turgot (FRA)   | NP                   |
| 18                                | Johan Vansummeren (BEL)  | 45e                  |
| Directeur sportif : Julien Jurdie |                          |                      |

| BMC Racing BMC                   | BMC Racing BMC          | BMC Racing BMC |
| -------------------------------- | ----------------------- | -------------- |
| Num                              | Coureur                 | Pos            |
| 21                               | Philippe Gilbert (BEL)  | 8e             |
| 22                               | Greg Van Avermaet (BEL) | 6e             |
| 23                               | Marcus Burghardt (GER)  | 18e            |
| 24                               | Jempy Drucker (LUX)     | 49e            |
| 25                               | Michael Schär (SUI)     | 22e            |
| 26                               | Dylan Teuns (BEL)       | 38e            |
| 27                               | Danilo Wyss (SUI)       | 88e            |
| 28                               | Rick Zabel (GER)        | 61e            |
| Directeur sportif : Valerio Piva |                         |                |

| Etixx-Quick Step EQS                 | Etixx-Quick Step EQS           | Etixx-Quick Step EQS |
| ------------------------------------ | ------------------------------ | -------------------- |
| Num                                  | Coureur                        | Pos                  |
| 31                                   | Tom Boonen (BEL)               | 3e                   |
| 32                                   | Iljo Keisse (BEL)              | 56e                  |
| 33                                   | Nikolas Maes (BEL)             | 19e                  |
| 34                                   | Zdeněk Štybar (CZE) (Route)    | 7e                   |
| 35                                   | Niki Terpstra (NED)            | 2e                   |
| 36                                   | Matteo Trentin (ITA)           | 47e                  |
| 37                                   | Guillaume Van Keirsbulck (BEL) | AB                   |
| 38                                   | Stijn Vandenbergh (BEL)        | 4e                   |
| Directeur sportif : Wilfried Peeters |                                |                      |

| FDJ                                  | FDJ                         | FDJ |
| ------------------------------------ | --------------------------- | --- |
| Num                                  | Coureur                     | Pos |
| 41                                   | William Bonnet (FRA)        | 90e |
| 42                                   | David Boucher (FRA)         | AB  |
| 43                                   | Mickaël Delage (FRA)        | 87e |
| 44                                   | Arnaud Démare (FRA) (Route) | 10e |
| 45                                   | Anthony Geslin (FRA)        | 89e |
| 46                                   | Matthieu Ladagnous (FRA)    | AB  |
| 47                                   | Johan Le Bon (FRA)          | AB  |
| 48                                   | Yoann Offredo (FRA)         | 26e |
| Directeur sportif : Frédéric Guesdon |                             |     |

| IAM                               | IAM                             | IAM  |
| --------------------------------- | ------------------------------- | ---- |
| Num                               | Coureur                         | Pos  |
| 51                                | Marcel Aregger (SUI)            | AB   |
| 52                                | Matthias Brändle (AUT)          | 68e  |
| 53                                | Sylvain Chavanel (FRA)          | 28e  |
| 54                                | Dries Devenyns (BEL)            | 105e |
| 55                                | Martin Elmiger (SUI) (Route)    | AB   |
| 56                                | Jérôme Pineau (FRA)             | 25e  |
| 57                                | Vicente Reynés (ESP)            | 66e  |
| 58                                | Heinrich Haussler (AUS) (Route) | 33e  |
| Directeur sportif : Eddy Seigneur |                                 |      |

| Lotto-Soudal LTS                  | Lotto-Soudal LTS               | Lotto-Soudal LTS |
| --------------------------------- | ------------------------------ | ---------------- |
| Num                               | Coureur                        | Pos              |
| 61                                | Gert Dockx (BEL)               | AB               |
| 62                                | Tiesj Benoot (BEL)             | 36e              |
| 63                                | Stig Broeckx (BEL)             | 48e              |
| 64                                | Sean De Bie (BEL)              | AB               |
| 65                                | Jens Debusschere (BEL) (Route) | 12e              |
| 66                                | Pim Ligthart (NED)             | 30e              |
| 67                                | Kenny Dehaes (BEL)             | AB               |
| 68                                | Marcel Sieberg (GER)           | 41e              |
| Directeur sportif : Herman Frison |                                |                  |

| Giant-Alpecin TGA               | Giant-Alpecin TGA     | Giant-Alpecin TGA |
| ------------------------------- | --------------------- | ----------------- |
| Num                             | Coureur               | Pos               |
| 71                              | Nikias Arndt (GER)    | AB                |
| 72                              | Roy Curvers (NED)     | 54e               |
| 73                              | Bert De Backer (BEL)  | AB                |
| 74                              | Koen de Kort (NED)    | 53e               |
| 75                              | Ramon Sinkeldam (NED) | 55e               |
| 76                              | Tom Stamsnijder (NED) | AB                |
| 77                              | Albert Timmer (NED)   | AB                |
| 78                              | Zico Waeytens (BEL)   | 52e               |
| Directeur sportif : Rudie Kemna |                       |                   |

| Katusha KAT                            | Katusha KAT                  | Katusha KAT |
| -------------------------------------- | ---------------------------- | ----------- |
| Num                                    | Coureur                      | Pos         |
| 81                                     | Sven Erik Bystrøm (NOR)      | 77e         |
| 82                                     | Marco Haller (AUT)           | 43e         |
| 83                                     | Vladimir Isaychev (RUS)      | AB          |
| 84                                     | Alexander Kristoff (NOR)     | 11e         |
| 85                                     | Viatcheslav Kouznetsov (RUS) | AB          |
| 86                                     | Rüdiger Selig (GER)          | 73e         |
| 87                                     | Gatis Smukulis (LAT)         | 76e         |
| 88                                     | Alexey Tsatevitch (RUS)      | 23e         |
| Directeur sportif : Guennadi Mikhailov |                              |             |

| Lotto NL-Jumbo TLJ                 | Lotto NL-Jumbo TLJ       | Lotto NL-Jumbo TLJ |
| ---------------------------------- | ------------------------ | ------------------ |
| Num                                | Coureur                  | Pos                |
| 91                                 | Tom Leezer (NED)         | AB                 |
| 92                                 | Bram Tankink (NED)       | 99e                |
| 93                                 | Maarten Tjallingii (NED) | AB                 |
| 94                                 | Tom Van Asbroeck (BEL)   | AB                 |
| 95                                 | Jos van Emden (NED)      | 98e                |
| 96                                 | Sep Vanmarcke (BEL)      | 5e                 |
| 97                                 | Robert Wagner (GER)      | 96e                |
| 98                                 | Maarten Wynants (BEL)    | 84e                |
| Directeur sportif : Nico Verhoeven |                          |                    |

| Androni Giocattoli AND              | Androni Giocattoli AND     | Androni Giocattoli AND |
| ----------------------------------- | -------------------------- | ---------------------- |
| Num                                 | Coureur                    | Pos                    |
| 101                                 | Marco Bandiera (ITA)       | 104e                   |
| 102                                 | Tiziano Dall'Antonia (ITA) | AB                     |
| 103                                 | Marco Frapporti (ITA)      | AB                     |
| 104                                 | Oscar Gatto (ITA)          | 40e                    |
| 105                                 |                            |                        |
| 106                                 |                            |                        |
| 107                                 | Francesco Chicchi (ITA)    | AB                     |
| 108                                 |                            |                        |
| Directeur sportif : Giovanni Ellena |                            |                        |

| Bora-Argon 18 BOA                 | Bora-Argon 18 BOA         | Bora-Argon 18 BOA |
| --------------------------------- | ------------------------- | ----------------- |
| Num                               | Coureur                   | Pos               |
| 111                               | Shane Archbold (NZL)      | AB                |
| 112                               | Zakkari Dempster (AUS)    | AB                |
| 113                               | Andreas Schillinger (GER) | 102e              |
| 114                               | Christoph Pfingsten (GER) | 97e               |
| 115                               | Michael Schwarzmann (GER) | AB                |
| 116                               | Daniel Schorn (AUT)       | AB                |
| 117                               | Scott Thwaites (GBR)      | 95e               |
| 118                               | Paul Voss (GER)           | 94e               |
| Directeur sportif : André Schulze |                           |                   |

| Bretagne-Séché Environnement BSE      | Bretagne-Séché Environnement BSE | Bretagne-Séché Environnement BSE |
| ------------------------------------- | -------------------------------- | -------------------------------- |
| Num                                   | Coureur                          | Pos                              |
| 121                                   | Benoît Jarrier (FRA)             | AB                               |
| 122                                   | Frédéric Brun (FRA)              | 70e                              |
| 123                                   | Maxime Cam (FRA)                 | AB                               |
| 124                                   | Romain Feillu (FRA)              | AB                               |
| 125                                   | Christophe Laborie (FRA)         | AB                               |
| 126                                   | Daniel McLay (GBR)               | AB                               |
| 127                                   | Pierre-Luc Périchon (FRA)        | AB                               |
| 128                                   | Florian Vachon (FRA)             | 35e                              |
| Directeur sportif : Sébastien Hinault |                                  |                                  |

| CCC Sprandi Polkowice CCC              | CCC Sprandi Polkowice CCC      | CCC Sprandi Polkowice CCC |
| -------------------------------------- | ------------------------------ | ------------------------- |
| Num                                    | Coureur                        | Pos                       |
| 131                                    | Tomasz Kiendyś (POL)           | AB                        |
| 132                                    | Adrian Kurek (POL)             | 67e                       |
| 133                                    | Jarosław Marycz (POL)          | AB                        |
| 134                                    | Nikolay Mihaylov (BUL) (Route) | AB                        |
| 135                                    |                                |                           |
| 136                                    | Marek Rutkiewicz (POL)         | AB                        |
| 137                                    | Grzegorz Stępniak (POL)        | AB                        |
| 138                                    | Mateusz Taciak (POL)           | AB                        |
| Directeur sportif : Gabriele Missaglia |                                |                           |

| Cofidis COF                        | Cofidis COF              | Cofidis COF |
| ---------------------------------- | ------------------------ | ----------- |
| Num                                | Coureur                  | Pos         |
| 141                                | Gert Jõeäär (EST)        | 100e        |
| 142                                | Christophe Laporte (FRA) | AB          |
| 143                                | Cyril Lemoine (FRA)      | AB          |
| 144                                | Adrien Petit (FRA)       | 82e         |
| 145                                | Florian Sénéchal (FRA)   | 24e         |
| 146                                | Anthony Turgis (FRA)     | AB          |
| 147                                | Steve Chainel (FRA)      | 39e         |
| 148                                | Louis Verhelst (BEL)     | 80e         |
| Directeur sportif : Alain Deloeuil |                          |             |

| Cult Energy CLT                  | Cult Energy CLT                 | Cult Energy CLT |
| -------------------------------- | ------------------------------- | --------------- |
| Num                              | Coureur                         | Pos             |
| 151                              | Russell Downing (GBR)           | 57e             |
| 152                              | Alex Kirsch (LUX)               | 69e             |
| 153                              | Martin Mortensen (DEN)          | AB              |
| 154                              | Mads Pedersen (DEN)             | AB              |
| 155                              | Michael Reihs (DEN)             | AB              |
| 156                              | Michael Carbel Svendgaard (DEN) | AB              |
| 157                              | Troels Vinther (DEN)            | AB              |
| 158                              | Joël Zangerlé (LUX)             | AB              |
| Directeur sportif : Luke Roberts |                                 |                 |

| MTN-Qhubeka MTN                       | MTN-Qhubeka MTN                   | MTN-Qhubeka MTN |
| ------------------------------------- | --------------------------------- | --------------- |
| Num                                   | Coureur                           | Pos             |
| 161                                   | Edvald Boasson Hagen (NOR)        | 27e             |
| 162                                   | Gerald Ciolek (GER)               | 103e            |
| 163                                   | Tyler Farrar (USA)                | 51e             |
| 164                                   | Reinardt Janse van Rensburg (RSA) | 50e             |
| 165                                   | Theo Bos (NED)                    | AB              |
| 166                                   | Matthew Brammeier (IRL)           | 85e             |
| 167                                   | Jacobus Venter (RSA)              | 86e             |
| 168                                   | Jay Robert Thomson (RSA)          | AB              |
| Directeur sportif : Michel Cornelisse |                                   |                 |

| Nippo-Vini Fantini NIP            | Nippo-Vini Fantini NIP     | Nippo-Vini Fantini NIP |
| --------------------------------- | -------------------------- | ---------------------- |
| Num                               | Coureur                    | Pos                    |
| 171                               | Daniele Colli (ITA)        | 83e                    |
| 172                               | Pierpaolo De Negri (ITA)   | 20e                    |
| 173                               | Eduard-Michael Grosu (ROU) | AB                     |
| 174                               | Alessandro Malaguti (ITA)  | AB                     |
| 175                               | Nicolas Marini (ITA)       | AB                     |
| 176                               | Mattia Pozzo (ITA)         | AB                     |
| 177                               | Riccardo Stacchiotti (ITA) | AB                     |
| 178                               | Antonio Viola (ITA)        | AB                     |
| Directeur sportif : Mario Manzoni |                            |                        |

| Southeast STH                     | Southeast STH           | Southeast STH |
| --------------------------------- | ----------------------- | ------------- |
| Num                               | Coureur                 | Pos           |
| 181                               | Manuel Belletti (ITA)   | 101e          |
| 182                               | Giorgio Cecchinel (ITA) | AB            |
| 183                               | Andrea Dal Col (ITA)    | AB            |
| 184                               | Rafael Andriato (BRA)   | AB            |
| 185                               | Mauro Finetto (ITA)     | 63e           |
| 186                               | Jakub Mareczko (ITA)    | AB            |
| 187                               |                         |               |
| 188                               | Eugert Zhupa (ALB)      | AB            |
| Directeur sportif : Serge Parsani |                         |               |

| Europcar EUC                          | Europcar EUC              | Europcar EUC |
| ------------------------------------- | ------------------------- | ------------ |
| Num                                   | Coureur                   | Pos          |
| 191                                   | Antoine Duchesne (CAN)    | 74e          |
| 192                                   | Yohann Gène (FRA)         | AB           |
| 193                                   | Giovanni Bernaudeau (FRA) | 78e          |
| 194                                   | Vincent Jérôme (FRA)      | AB           |
| 195                                   | Yannick Martinez (FRA)    | 75e          |
| 196                                   | Julien Morice (FRA)       | AB           |
| 197                                   | Jimmy Engoulvent (FRA)    | AB           |
| 198                                   | Angélo Tulik (FRA)        | 17e          |
| Directeur sportif : Dominique Arnould |                           |              |

| Roompot ROO                       | Roompot ROO             | Roompot ROO |
| --------------------------------- | ----------------------- | ----------- |
| Num                               | Coureur                 | Pos         |
| 201                               | Jesper Asselman (NED)   | 16e         |
| 202                               | Berden de Vries (NED)   | 79e         |
| 203                               | Huub Duyn (NED)         | 59e         |
| 204                               | Johnny Hoogerland (NED) | 34e         |
| 205                               | Tim Kerkhof (NED)       | 60e         |
| 206                               | Wesley Kreder (NED)     | 13e         |
| 207                               | Mike Terpstra (NED)     | 62e         |
| 208                               | Brian van Goethem (NED) | 81e         |
| Directeur sportif : Erik Breukink |                         |             |

| Topsport Vlaanderen-Baloise TSV       | Topsport Vlaanderen-Baloise TSV | Topsport Vlaanderen-Baloise TSV |
| ------------------------------------- | ------------------------------- | ------------------------------- |
| Num                                   | Coureur                         | Pos                             |
| 211                                   | Tim Declercq (BEL)              | 72e                             |
| 212                                   | Sander Helven (BEL)             | 64e                             |
| 213                                   | Oliver Naesen (BEL)             | 31e                             |
| 214                                   | Edward Theuns (BEL)             | 14e                             |
| 215                                   | Gijs Van Hoecke (BEL)           | 91e                             |
| 216                                   | Bert Van Lerberghe (BEL)        | 58e                             |
| 217                                   | Pieter Vanspeybrouck (BEL)      | 93e                             |
| 218                                   | Jelle Wallays (BEL)             | 92e                             |
| Directeur sportif : Walter Planckaert |                                 |                                 |

| Wanty-Groupe Gobert WGG                      | Wanty-Groupe Gobert WGG  | Wanty-Groupe Gobert WGG |
| -------------------------------------------- | ------------------------ | ----------------------- |
| Num                                          | Coureur                  | Pos                     |
| 221                                          | Frederik Backaert (BEL)  | AB                      |
| 222                                          | Jérôme Baugnies (BEL)    | AB                      |
| 223                                          | Björn Leukemans (BEL)    | 32e                     |
| 224                                          | Marco Marcato (ITA)      | 15e                     |
| 225                                          | Mirko Selvaggi (ITA)     | 29e                     |
| 226                                          | Kévin Van Melsen (BEL)   | AB                      |
| 227                                          | Tim De Troyer (BEL)      | AB                      |
| 228                                          | Frederik Veuchelen (BEL) | AB                      |
| Directeur sportif : Hilaire Van der Schueren |                          |                         |